# Jordi Cots i Moner
Jordi Cots Moner (Barcelona, 5 de julio del 1927) es abogado, pedagogo, poeta y promotor de los derechos de la infancia.

## Biografía

### Niñez y juventud. Primeras escuelas
Después de frecuentar escuelas del barrio en sus primeros años, estudió en los Escolapios de la calle Diputación de Barcelona.
Pasó casi dos años de la guerra civil en Bañolas y una vez finalizada empezó el bachillerato en el Colegio Caspe, de Barcelona, de los Jesuitas y lo acabó en el Instituto Jaume Balmes, donde compartió aula con Josep Maria Castellet, Manuel Sacristán y el músico Josep Cercós.

### Universidad, la carrera de abogado, poesía
La Universidad de Barcelona por aquel entonces sólo ofrecía titulaciones clásicas. Por eso, estudió la carrera de Derecho. Coincidió en la facultad nuevamente con Josep Maria Castellet, y con Francesc Casares, Joan Reventós, Antoni Tàpies, Josep Maria Ainaud, Albert Manent, Enric Gispert. Y aunque mayores, también con Enric Jardín y Jaume Picas.
Con Ainaud y Manent colaboró en la edición, el año 1949, de la primera Antología poética universitaria. Este mismo año publica Fidelidad, libro de poemas, con prólogo de Joan Triadú. 

Viure amb fe cada hora santa,
com si l'endemà partíssim
cap a un país estranger,

sense comiats l'hora nostra.
J. COTS MONER

Gracias a Joan Triadú entró en los círculos literarios catalanes y conoció a Carles Riba, Salvador Espriu, Pere Quart, entre otros.
El 1958 apareció su segundo libro de poemas, De allá donde viene la voz. También formó parte del jurado del concurso literario de Cantonigròs, del cual eran miembros, con Triadú, el Canónigo Junyent, de Vic, y Miquel Llor.
Como poeta, le han dedicado varios estudios críticos. Uno de ellos es el titulado "La influencia de Carles Riba en la  poesia de Jordi Cots" publicado a la Revista de Cataluña.
Finaliza los estudios universitarios el 1950, y ejerce la carrera de abogado durante doce años, con especial dedicación al derecho de familia. 

### Maestro y pedagogo
El 1963 deja la carrera de abogado para consagrarse a la pedagogía. Había dado clases de derecho y sociología en algunas escuelas de adultos. Nuevamente Joan Triadú le facilita la entrada a la Institución Cultural del CICF, de la cual él era director general. Jordi Cots se había responsabilizado, durante dos años, del Centro de Estudios Pedagógicos del CICF, una escuela nocturna de adultos de preparación libre para el Magisterio. Y este 1963 el CICF crea la Escuela Thau y confía la dirección a Jordi Cots, que le confiere la orientación pedagógica, especialmente la etapa preescolar y de primaria. También le dio el nombre de Thau, de raíces franciscanas. Sus modelos son Pestalozzi y, sobre todo, Kerschensteiner; para el parvulario, todo el que era vigente del método Montessori, después a la escuela Talitha. Jordi Cots fue director durante siete años. Después se hizo cargo directamente Joan Triadú. Mientras tanto, el 1965, nace Rosa Sensato y Jordi Cots es cofundador con Marta Mata. Imparte, en los cursos vespertinos, la materia de Historia de la Escuela.
El 1970 se integra al Instituto de Ciencias de la Educación, ICE, de la Universitat Autònoma de Barcelona, UAB, y es jefe de estudios del Instituto Experimental Piloto Joanot Martorell, donde se ensaya el nuevo Curso de Orientación Universitaria, COU.
Cuando los Jesuitas, el 1973, deciden adoptar la coeducación para sus escuelas, es gritado para dirigir el que entonces se denominaba Primera Etapa de Educación General Básica, al Colegio Caspe. Se está también siete años.
Finalmente, del 1980 al 1988, dirige la Residencia Escolar Bell·lloc, con mil doscientos alumnos, cerca de Cardedeu, que comprendía los ocho cursos de Educación General Básica.
El 1987 es escogido miembro del Instituto de Estudios Catalanes, Sección de Filosofía y Ciencias Sociales.

### Los derechos de la infancia
A la época del ICE de la Autónoma se le propone de ser profesor de la Escuela Universitaria de Formación de Profesorado de la UAB. Pero tiene que tener el grado de doctor. Cómo que por su titulación universitaria no puede escoger un tema pedagógico se decide por un estudio sobre la Declaración Universal de los Derechos del Niño de las Naciones Unidas, de 1959. Con todo y haber abandonado la idea de ser profesor de la Escuela de Formación de Profesorado, acaba la tesis y la lee el 1978, coincidiendo con la proclamación, para el 1979, del Año Internacional del Niño.
Para la redacción de la tesis había pedido información a algunas ONG internacionales de infancia. Establece un singular contacto con el Bureau International Catholique del Enfance, BICE, una asociación muy apreciada en las Naciones Unidas. El Secretario General del BICE, el Canónigo Joseph Moerman, es el que había tenido la idea de la celebración de un Año del Niño, e impulsó la conmemoración, en Cataluña, de estos acontecimiento. El 1980 Jordi Cots crea, al si de Justicia y Pau, una Comisión de la Infancia, que es admitida, enseguida, como miembro de pleno derecho del BICE. Es una ONG modesta, pero forma parte del Consejo del BICE durante dieciocho años; y durante dos años Jordi Cots fue vicepresidente primero.
El objetivo de la Comisión de la Infancia es hacer conocer y promover los derechos del niño y fomentar una cultura del niño que favorezca la recepción de los grandes textos internacionales de infancia, especialmente la Convención del 1989. Esto comporta popularizar las figuras de los grandes pioneros de los derechos de los niños, la inglesa Eglantyne Jebb y el pedagogo polaco Janusz Korczak.
De 1991 al 1995 trabaja al Departamento de Bienestar Social, como responsable del Plan Integral de Apoyo a las Familias.

### Adjunto al Síndic de Greuges para la defensa de los derechos de la infancia
El 1997 Anton Cañellas le llama para ocupar el lugar de Adjunto para la defensa de los derechos de los niños. Es el primero ombudsman para los niños en Cataluña. En esta condición formó parte de ENOC, European Network Ombudsman for Children. Procura dar forma a esta figura. Ocupa el cargo hasta el 2004.
La Comisión de la Infancia continúa siendo miembro asociado del BICE; y Jordi Cots, con un pequeño grupo de voluntarios continúa siendo su secretario.

## Obras
- Fidelitat, poesia, 1949
- D'allà on ve la veu, poesia, 1958
- L'avet valent, conte per a infants, 1966
- La pluja que va ploure per primera vegada, conte per a infants, 1964
- L'observació dels nois a l'escola (en col·laboració amb Anna Ma Roig), 1973
- La Declaració Universal dels Drets de l'Infant, 1979
- Llibre Blanc de Legislació d'infància, 1992, Jordi Cots coordinador
- Familia. Derechos y responsabilidades, BICE (en espanyol, anglès i francès), 1994 Articles en revistes de caràcter literari, jurídic o de serveis socials

## Distinciones
- Medalla Presidente Macià al mérito en el trabajo, 1989
- Premio Barcelona Solidaridad, del Ayuntamiento de Barcelona, 1991
- Premio de la Fundación Jaume I de Actuación Cívica, 1994
- Premio Janusz Korczak, del Consorcio de los Premios Nacionales de Infancia en Cataluña, 2003
- II Galardón Rosa Sensato, 2004
- Pulse Solidaridad del Instituto de Derechos Humanos de Cataluña, 2008
- Reconocimiento de Infancia del Departamento de Acción Social y Ciudadanía, 2009
- Cruz de Sant Jordi, 2011
- Homenaje de Justicia y Paz como fundador y promotor de la Comisión de la Infancia, 2015[3]